# Успение Богородично (католическа църква в Бургас)
Вижте пояснителната страница за други значения на Успение Богородично.
„Успение Богородично“ е източнокатолическа църква в град Бургас, България, енорийски храм на Софийската епархия. До 1948 г. храмът е бил параклис към пансиона на френския колеж „Свети Йосиф“.

## История на енорията
Общността на католиците от източен обред в Бургас се формира в края на второто десетилетие на XX в. от българи бежанци от македонския Кукуш и Одринска Тракия. Първият свещеник на униатите в града е един от бежанците - отец Христо Танчев, който умира през март 1921 г. През 1922 г. бургаските униати получават първия си назначен енорист, отец Иван Николов, който е изпратен от София и служи в Бургас до 1927 г.
През пролетта на 1928 г. от Македония пристига отец Тимотей Янев. Подобно на своите предшественици той обединява източните католици. През 1931 г. на мястото на отец Тимотей е изпратен отец Андрей Славов. След неговата кончина през 1943 г. в следващите две години бургаската общност обслужва отец Данаил Апостолов. Негов приемник става отец Храбър Марков от обществото на отците успенци
През 1947 г. в Бургас започва да служи отец Рафаил Пеев. През 1948 г. бургаската униатска общност получава от сестрите йосифинки параклиса на техния католически девически пансион. Поради политическите репресии на тоталитарното управление сестрите са принудени да напуснат града. Същевременно униатската общност губи закупен в края на тридесетте години от отец Тодор Димитров терен при ул. Любен Каравелов, върху който е бил започнат строежът на новата църква и манастира. До 1948 г. източните католици са отслужвали своите литургии в западно католическата църква „Дева Мария Богородица“ в Бургас.
От 1952 г. до 1962 г. отец Пеев е в затвора, осъден по така наречените католически процеси на 12 години лишаване от свобода. През това време в църквата служи възрастният отец Йосиф Германов. Отец Рафаил продължава да служи в енорията след завръщането си от затвора в Белене. След смъртта му през 1983 г. в Бургас пристига отец Купен Михайлов, който служи до 1999 г. След неговата кончина енорията поема отец Роман Котевич, а от 2002 г. в енорията служи отец Луциян Бартковияк.

### Енористи и свещеници, служили в енорията
- Христо Танчев (1918-1921)
- Иван Николов (1922-1927)
- Тимофей Янев (1928-1931)
- Андрей Славов (1931-1943)
- Данаил Апостолов (1943-1945)
- Храбър Марков (1945-1947)
- Рафаил Пеев (1947-1952)
- Иосиф Германов (1952-1962)
- Рафаил Пеев  (1962-1983)
- Купен Михайлов (1983-1999)
- Роман Котевич (1999-2002)
- Луциан Бартковияк (2002-)

## История на храма
Храмът е построен през 1918 г. по проект на двама архитекти – италианският проектант Рикардо Тоскани и архитект Светослав Славов за нуждите на девическото училище „Свети Йосиф“ и католическия пансион в града. Сградата е в неоготически стил, със строги пропорции на архитектурните декоративни детайли.
След затваряне на католическото училище през 1948 г. и конфискуване на закупения имот за строителство на енорийски храм, църквата става енорийски храм. В сградата на пансиона е настанена болница през 60-те години на XX век. Сега се използва от „Мединицски център I – Бургас“.
Храмов празник – 15 август.